# Список персонажей «Блич»
Все персонажи аниме и манги «Блич» принадлежат к разным расам, входят в различные кланы, группы и организации и используют своеобразный жаргон, выдуманный их создателем Тайто Кубо. Люди живут в реальном мире, в современной Японии. Большинство из них не могут видеть или чувствовать духов: лишь один из пятидесяти тысяч может каким-либо образом догадываться о существовании поблизости духа или пустого, и лишь треть из них может нормально их видеть. Души людей состоят из эктоплазмы, которую в аниме и манге называют частицами духовной энергии (яп. 霊子 рэйси, досл. «частицы духа»). Когда люди умирают, их души отправляются в Сообщество душ.

## Концепция и авторский замысел
Создание персонажей — один из ключевых этапов в работе над мангой, которая легла затем в основу аниме. В интервью автор «Блич» Тайто Кубо рассказывал, что когда он размышляет над сюжетом или испытывает трудности в поиске новых идей, он начинает с создания персонажей и перечитывает предыдущие тома манги. Автор объяснял, что любит придумывать неожиданных персонажей, чья внешность даёт ложное представление об их характере, так как его «привлекают люди с противоречивым характером», а в работе Тайто Кубо чувствует «необходимость рисовать людей, которые нравятся». Сначала он придумывает внешность героя, а затем старается представить, какой у него мог бы быть характер. Каждый персонаж, прокомментировал Кубо, по-своему уникален в глазах автора, поэтому ему хотелось бы полнее раскрыть их образы по ходу повествования.

## Основные персонажи
Центральными персонажами являются пятеро: Ичиго Куросаки, Рукия Кучики, Орихимэ Иноуэ, Ясутора Садо и Урюу Исида. Они появляются в истории постепенно. В начале манги и аниме Ичиго Куросаки случайно встречается с девушкой-«проводником душ» Рукией Кучики, которая обладает сверхъестественными способностями и сражается со злыми духами — «пустыми». Рукия защищает семью Ичиго от пустого, но в битве получает серьёзное ранение и понимает, что дальше сражаться не в состоянии. Она решает передать Ичиго часть своих сверхъестественных сил, в результате чего главный герой сам становится проводником душ, а Рукия лишается сил — паранормальной энергии под названием «реяцу» (яп. 霊圧 рэй'ацу, досл. «давление духа»). Она не может исполнять работу проводника душ, то есть сражаться с пустыми и отправлять души умерших в загробный мир, поэтому уговаривает Ичиго помочь, пока её собственные силы не восстановятся. Постепенно под влиянием духовной энергии Ичиго его друзья Орихимэ Иноуэ и Ясутора Садо тоже проявляют сверхъестественные способности, начинают видеть духов и могут даже драться с ними.

### Ичиго Куросаки
Ичиго Куросаки — главный герой аниме и манги, рыжеволосый школьник, который с детства обладает сверхъестественной способностью видеть призраков, даже хорошо знаком с одной девочкой-привидением и приносит цветы на место её смерти. Тем не менее, он не склонен к мистицизму и, хотя читает гороскопы, утверждает, что не верит им.. Однажды на его близких нападает злой дух, «пустой», но появляется девушка по имени Рукия Кучики, которая вмешивается в сражение и спасает семью Куросаки. Во время битвы она получает серьёзное ранение и становится перед выбором: погибнуть или передать Ичиго часть своих сверхъестественных сил, чтобы он мог биться вместо неё. Так Ичиго знакомится с миром синигами — «проводников душ», воинов, которые защищают людей, сражаясь со злыми духами пустыми, и помогают добрым душам уйти в мир иной.
Сэйю — Масакадзу Морита.

### Рукия Кучики
Рукия Кучики — девушка-проводник душ, которая была отправлена патрулировать Каракуру и защищать жителей от пустых, а также отправлять души умерших в Сообщество душ (загробный мир), совершая обряд погребения души (яп. 魂葬 консо:). Несмотря на то что она выглядит, как подросток, ей в действительности более 150-ти лет. По ряду обстоятельств Рукия вынуждена передать свою духовную энергию Ичиго и вести жизнь обычного человека, находясь в гигае («временном теле»), которое проводники душ используют в экстренных ситуациях. После утраты сил она способна лишь на мелкие заклинания. Рукии нравится жить в мире людей, она обладает странноватым чувством юмора и сварливым характером, любит объяснять всё в виде собственноручно нарисованных комиксов. Рукия является первым персонажем, придуманным автором.
Сэйю — Фумико Орикаса.

### Орихимэ Иноуэ
Орихимэ Иноуэ — одноклассница Ичиго, познакомившаяся с ним благодаря общей подруге Арисаве Тацуки. Орихимэ очень добрая, мягкая и оптимистичная, сильно привязана к своим друзьям, особенно к Арисаве и Ичиго. Она сирота: осталась абсолютно одна после смерти брата. Из-за частых контактов, Ичиго невольно делится с ней частью духовной энергии, и Орихимэ приобретает способность видеть призраков и пустых, а впоследствии и сражаться с ними. Она может изменять реальность — отменять уже произошедшие события, что внешне выглядит, как будто время течет вспять. В начале аниме и манги Орихимэ не играет большой роли в развитии сюжета, однако, затем её роль в истории растёт.
Сэйю — Юки Мацуока.

### Урю Исида
Урю Исида — одноклассник Ичиго, один из последних представителей клана квинси. Квинси — это люди, развившие несколько сверхъестественных способностей, включая способность контролировать духовную энергию. Несмотря на общего врага — пустых — квинси и проводники душ воевали друг с другом задолго до начала основной сюжетной линии «Блич». По вине проводников душ погиб дедушка Урю, поэтому в начале аниме и манги он враждебно относится к Ичиго и Рукии. В бою он использует не меч, а оружие квинси: лук и стрелы, состоящие из частиц духовной энергии. Урю — гордый и скрытный человек. Он заботится о своей внешности, хорошо вышивает и вместе с Орихимэ Иноуэ ходит в кружок по рукоделию.
Сэйю — Нориаки Сугияма.

### Ясутора Садо
Ясутора Садо — одноклассник и близкий друг Ичиго Куросаки. Более известен под прозвищем Чад (яп. ちゃど Тядо). Он получил его при первой встрече с Ичиго, когда тот неправильно прочитал первый иероглиф фамилии Ясуторы. Иероглиф 茶 имеет два чтения: са и тя (ча), в итоге вместо Садо получилось Чад. По ходу сюжета получает, благодаря Ичиго, частичные способности проводников душ.
Сэйю — Хироки Ясумото.

## Семья Куросаки
Семья Куросаки состоит из Ичиго Куросаки, его младших сестёр Карин и Юдзу, а также отца — Иссина. Мать Ичиго, Карин и Юдзу Масаки умерла, когда дети были совсем маленькими.
- Иссин Куросаки (яп. 黒崎 一心 Куросаки Иссин, Kurosaki Isshin) — отец Ичиго и глава семьи Куросаки, владелец частной медицинской клиники, которая называется «Клиника Куросаки». Тайто Кубо рассказывал, что сначала хотел сделать его владельцем похоронного бюро, потому что Иссину «идёт чёрный костюм»[13]. Бывший член клана Сиба, дядя Кукаку, Гандзю и Кайэна.

Тайто Кубо с самого начала планировал сделать Иссина проводником душ.
Сэйю — Морикава Тосиюки.
- Масаки Куросаки (яп. 黒崎 真咲 Куросаки Масаки, Kurosaki Масаки) — жена Иссина. Мать Ичиго, Карин и Юдзу.

- Карин Куросаки (яп. 黒崎 夏梨 Куросаки Карин, Kurosaki Karin) — дочь Иссина, сестра-близнец Юдзу.

Сэйю — Риэ Кугимия.
- Юдзу Куросаки (яп. 黒崎 遊子 Куросаки Юдзу, Kurosaki Yuzu) — сестра-близнец Карин.

Сэйю — Сакурагава Томоэ.

## Друзья Ичиго
- Кэйго Асано (яп. 浅野 啓吾 Асано Кэйго, Asano Keigo) — одноклассник и друг Ичиго Куросаки.

Сэйю — Кацуюки Кониси.
- Мидзуиро Кодзима (яп. 小島 水色 Кодзима Мидзуиро, Kojima Mizuiro) — друг Асано Кэйго и одноклассник Ичиго.

Сэйю — Дзюн Фукуяма.
- Тацуки Арисава (яп. 有沢 竜貴 Арисава Тацуки, Arisawa Tatsuki) — одноклассница Ичиго.

Сэйю — Дзюнко Нода.
- Тидзуру Хонсё (яп. 本匠 千鶴 Хонсё Тидзуру,  Honshō Chizuru) — одноклассница Ичиго.

Сэйю — Саки Накадзима.

## Проводники душ
Проводники душ (яп. 死神 синигами, досл. «бог смерти») невидимы для обычных людей и живут в особом месте, называемом Сообщество душ. Они патрулируют наш мир, помогают душам умерших людей попасть в Сообщество душ, отправляют в ад тех, кто совершил ужасные грехи при жизни, а также уничтожают злых духов («пустых»). Проводники душ обладают различными сверхъестественными способностями, связанными с манипуляцией частицами духовной энергии (яп. 霊子 рэйси, досл. «частицы духа»). Большая часть таких способностей реализуется благодаря мечу дзанпакто (яп. 斬魄刀 дзампакуто:, досл. «разрубающий душу меч»), который есть у каждого проводника душ и является своеобразным воплощением его духовной силы. Такой меч, рассекая пустого, «смывает» все его грехи, совершенные после смерти, и очищенная душа отправляется в Сообщество душ. Большинство проводников душ приписаны к одному из тринадцати боевых отрядов — Готэй 13. Но также есть и другие организации проводников со своими функциями — Отряд тайных операций, отряд Кидо и Королевская гвардия, кроме того, существуют временные проводники душ.

## Вайзарды
Вайзарды — Проводники душ-отступники, получившие силы пустых в результате эксперимента Соскэ Айдзэна в Сообществе душ. Живут отдельно и от проводников душ, и от людей, но поддерживают хорошие отношения с Ичиго Куросаки. Состоящая из 8-ми человек, группа вайзардов обладает огромной силой. Их происхождение описывается в сюжетной арке «Обращая маятник вспять». Позже вернулись в ряды проводников душ.
Кроме того, вайзардом является Ичиго Куросаки. При этом, исходя из главы 535, Ичиго Куросаки — единственный, кто является природным вайзардом, то есть вайзардом по рождению. Остальные вайзарды были созданы искусственно в результате экспериментов Соске Айдзэна и действия вакцины Кискэ Урахары.

## Жители Сообщества душ
- Кукаку Сиба (яп. 志波 空鶴 Сиба Ку:каку, Shiba Kūkaku) — мастер фейерверков, член когда-то существовавшего благородного семейства Сиба. Стервозная женщина, которая постоянно избивает своего брата Гандзю и вешает перед домом огромные плакаты с собственным именем. Не принадлежит к проводникам душ, но на высоком уровне знает кидо. В аниме у Кукаку протез вместо правой руки, а в манге — только культя. Несколько лет назад у Кукаку был брат по имени Кайэн, служивший лейтенантом в 13 отряде проводников душ, но произошёл несчастный случай, в результате которого тело Кайэна захватил пустой Метастазия, и Рукии Кучики пришлось убить его. У Кукаку есть два телохранителя, огромных и похожих, как две капли воды — Коганэхико (яп. 金彦 Koganehiko) и Сироганэхико (яп. 銀彦 Shiroganehiko) (единственное отличие — ямка на подбородке у Коганэхико). Они не отличаются умом или какими-то другими способностями. Является племянницей Иссина Куросаки и двоюродной сестрой Ичиго, Карин и Юдзу.

Сэйю — Акико Хирамацу.
- Гандзю Сиба (яп. 志波 岩鷲 Сиба Гандзю, Shiba Ganju) — внушительных размеров мужчина в бандане и очках. Скор на расправу и грубоват, но по-своему благороден. Ездит на огромном хряке по кличке «Бонни», которую ласково называет «Бонни-тян». Гандзю ненавидит Сообщество душ и проводников душ в частности после несчастного случая, в котором Рукии Кучики пришлось убить Кайэна Сибу. Маленький Гандзю своими глазами видел, как Рукия принесла окровавленное тело Кайэна, видел и кровь на её мече, поэтому изначально счёл её бесчувственной убийцей. Кроме того, после смерти Кайэна и его жены Мияко клан Сиба потерял свой высокий статус. Даже после того, как Гандзю узнал правду об убийстве, он далеко не сразу преодолел свою ненависть. Он владеет магией земли, хотя она несколько иного свойства, чем кидо проводников душ. Один из таких приёмов — Каменная волна (яп. 石波 сэппа) — превращает любую поверхность в песок или в зыбучие пески. Является племянником Иссина Куросаки и двоюродным братом Ичиго, Карин и Юдзу.

Сэйю — Ватару Такаги.
- Сора Иноуэ (яп. 井上 昊 Иноуэ Сора, Inoue Sora)[16] — брат Орихимэ Иноуэ, погибший в результате автомобильной аварии. После смерти Сора не смог покинуть сестру, поэтому его дух остался в земном мире и стал пустым по имени Асидвайр. В аниме показано, как пустые затянули Сору в свой мир Уэко Мундо, хотя в манге процесс превращения не объясняется. После того, как часть его маски треснула во время сражения с Ичиго Куросаки, Сора пришёл в себя. Понимая, что представляет опасность для сестры, он пронзил себя мечом Ичиго. Душа Соры очистилась и отправилась в Сообщество душ.

Сэйю — Юдзи Уэда.
- Руричиё Касумиодзи (яп. 霞大路 瑠璃千代 Касумио:дзи Руритиё, Kasumiōji Rurichiyo) — принцесса аристократического клана Касумиодзи, появляется только в аниме в филлерной арке «Новый капитан Сюсукэ Амагай». Маленькая девочка, которая ведёт себя, как типичная принцесса — высокомерно, ожидая моментального исполнения всех приказов, но довольно-таки благородно. Мать Руричиё умерла при родах, отец вскоре заболел и тоже не прожил долго. Теперь за ней, как за единственной наследницей, началась охота.

Сэйю — Рэйко Такаги.

### Стражи врат
Стражи Четырёх Великих Врат (яп. 四大瀞霊門門番 Shidai Seireimon Monban) — охраняют четыре входа в Сэйрэйтэй от вторженцев. Хотя они и не являются проводниками душ, они считаются элитой Сообщества душ. Характерная особенность — огромный размер.
- Дзидамбо Иккандзака (яп. 一貫坂 兕丹坊 Иккандзака Дзидамбо:, Ikkanzaka Jidanbō) — страж Врат белого пути (яп. 白道門 Hakutōmon), западного входа в Сэйрэйтэй. В арке «Тысячелетняя кровавая война» нападает на НИИ синигами, находясь под контролем Штернриттера ПеПе Ваккабрады.
- Хигонюдо (яп. 比巨入道 Higonyūdō) — страж Врат красной пустоты (яп. 朱洼門 Shuwaimon), южного входа в столицу Сообщества душ.
- Кайван (яп. 嵬腕 Kaiwan) — страж Врат синего потока (яп. 青流門 Shōryūmon), восточного входа.
- Дандзомару (яп. 断蔵丸 Danzōmaru) — страж Врат чёрной горы (яп. 黒隆門 Kokuryōmon), северного входа.

Кроме Дзидамбо, все Стражи врат появлялись в манге лишь однажды, перед бегством Соскэ Айдзэна из Сообщества душ. В аниме появлялись не все.

## Магазин Урахары

### Урахара Киске
Кискэ Урахара (яп. 浦原 喜助 Урахара Кискэ, Urahara Kisuke) — эксцентричный владелец магазина, в котором продаются различные товары для проводников душ. Носит традиционные японские деревянные сандалии-гэта и шляпу в форме глубокой тарелки, за что Ичиго называет его исключительно «дядька в шляпе и сандалиях» (яп. ゲタ帽子 гэта-боси, букв. «сандальная шляпа»). Близкий друг Ёруити Сихоин. В рейтингах популярности персонажей занимал высокие места.
Сэйю — Синъитиро Мики.

### Ёруити Сихоин
Ёруити Сихоин (яп. 四楓院夜一 Сихо:ин Ёруити , Shihōin Yoruichi) — женщина-кошка и подруга Кискэ Урахары, один из самых популярных персонажей. Тесно связана с Сообществом душ, где была главой специального боевого отряда.
Сэйю — Сацуки Юкино (человеч. форма), Сайто Сиро (кошачья форма).

### Уруру и Дзинта
- Уруру Цумугия (яп. 紬屋 雨 Цумугия Уруру, Tsumugiya Ururu) — маленькая черноволосая девочка, которая помогает Урахаре в магазине. Она не различает тонкие грани между добром и злом, просто считает, что те, кто приносят зло близким ей людям, — враги и должны быть уничтожены. Способный боец, использует рукопашный бой, наносит удары огромной мощности. Происхождение её сил неизвестно, Урахара определяет их как «анти-проводник душ». Тонко чувствует изменения духовной сферы, в частности, сразу замечает появление арранкаров. Старше Дзинты на 3 года.

Сэйю — Ситая Норико.
- Дзинта Ханакари (яп. 花刈 ジン太 Ханакари Дзинта, Hanakari Jinta) — мальчик с красными волосами, выполняющий подручную работу в магазине Урахары. Постоянно командует Уруру, дергает её за волосы и заставляет убираться вместо себя. Мечтает стать звездой бейсбола. Тайно влюблен в Юдзу Куросаки и называет её «богиней». В омаке к аниме-сериям он делает Юдзу скидку в магазине и хранит талисман, который она дала ему на удачу, как величайшую ценность. Боевые способности Дзинты напоминают способности Уруру, хотя, очевидно, слабее. Дерется огромным стальным стержнем, похожим на японский металлический посох канабо, который применялся как оружие в феодальной Японии. Он по возрасту одногодка с Карин и Юдзу Куросаки.

Сэйю — Хонда Такако.

### Тэссай Цукабиси
Тэссай Цукабиси (яп. 握菱鉄裁 Цукабиси Тэссай, Tsukabishi Tessai) — мускулистый гигант в фартуке. Возраст — более 200 лет. Работает в магазине Урахары, хотя конкретное поле деятельности не вполне ясно. Вероятно, помогает Урахаре во всем, что касается бизнеса. Обладает огромной физической силой. Невероятно талантлив в кидо, использует заклинания 99 уровня сложности, а также владеет запретными кидо-техниками (две из которых были показаны в сюжетной арке «Обращая маятник вспять»), за использование которых и был изгнан из Сообщества Душ. Гордится своим магазином, особенно подземной тренировочной ареной. В прошлом Тэссай был капитаном отряда Кидо. После его побега отряд был расформирован (так как вместе с ним пропал и его лейтенант (хотя в четвёртом полнометражном мультфильме показано, как отряд кидо сдерживает Врата ада и их энергию, для предотвращения разрушений в Каракуре)). Связан с благородным домом Сихоин: известно, что до возглавления отряда Кидо он проживал в доме Ёруити вместе с Урахарой.
Сэйю — Янада Киёюки.

### Модифицированные души Урахары
Трио, появляющееся только в филлерах. Живут в магазине Урахары. Им было поручено испытать Ичиго и его друзей, поэтому они устроили им некую «игру», в ходе которой были похищены Иноуэ и Садо. Последним испытанием была битва, на кону которой — жизнь Чада. Но в итоге всё завершилось мирно, и Модифицированные души даже стали помогать Ичиго и его друзьям в поисках баунто, поэтому, когда команда разделялась, к каждому из них в пару ставилась одна Модифицированная душа
- Ририн (яп. りりん Ририн, Ririn) — неофициальный главарь трио. Девочка с короткими светлыми волосами и голубыми глазами, одетая в розовое платье, чёрный плащ и красные сапоги. Она способна создавать иллюзии. В форме игрушки представляет антропоморфную птицу в светло-голубом платьице. Ририн имеет страсть к играм, также она может быть высокомерной и довольно проблемной. Поначалу Ририн не особо жалует Ичиго из-за противоречивых личностей, но потом влюбилась в него и стала сильно ревновать к Рукии Кучики. Тем не менее, именно она отвлекла Ёси, когда та сражалась с Рукией. Ририн также смотрит свысока на Кона, из-за чего вступает с ним в перепалки. Зачастую выступает в паре с Ичиго.

Сэйю — Юми Какадзу.
- Клод (яп. クロード Куродо, Claude) — второй по счёту в трио. Носит очки, имеет тонкие усы. Его волосы необычного цвета — с одной стороны они чёрные, а с другой жёлтые. Носит белую рубашку с галстуком, на которые надевает разноцветный костюм. В виде игрушки он похож на розового кролика в стиле кошелька. Клод несколько труслив и боится змей, а его действия зачастую комичны. Клод обладает способностью полностью копировать посторонних людей или существ. Он также бывает несколько извращённым, как, например, Кон, или, по крайней мере, благодарен за возможность видеть привлекательных женщин. Однажды даже подмечал, что находится в любовном треугольнике с Рукией и Иноуэ. Состоит в паре с Орихимэ.

Сэйю — Нобуо Тобита.
- Нова (яп. 之芭 Ноба, Nova) — ещё одна модифицированная душа. Выглядит, как молодой человек с мягкими рыжими волосами и глазами цвета морской волны. Нова очень скрытен, он всегда носит маску, которая скрывает всё его лицо, исключая только глаза и лоб. Обычно одеяние Новы украшает мех. Ещё Нова имеет на спине щит, который используется в сочетании с его полномочиями. Его общий наряд делает его похожим на ниндзя. Нова способен повелевать подпространством. В виде игрушки, он — антропоморфная зелёная черепаха в белой рубашке и серых штанах, причём эту одежду для него специально приобрёл Чад. Как и его партнёр, Садо, Нова необычайно тих. Он предпочитает отойти на второй план и общается с остальными короткими фразами. Нова также очень стеснителен.

Сэйю — Томокадзу Сугита.

## Пустые
Пусты́е (яп. 虚 кё, англ. Hollow) — это отрицательные персонажи «Блич», падшие души, которых проводники душ вовремя не сопроводили в Сообщество. Они живут в альтернативной реальности Уэко Мундо и иногда отправляются в реальный мир, чтобы питаться душами живых. Большинство людей не могут видеть пустых, так как это существа духовной природы и состоят из духовной материи. Проводники душ призваны побеждать их, очищать от грехов, совершённых после смерти, и отправлять в Сообщество душ. Пустые — чудовища, которые атакуют любые души, обладающие высокой концентрацией духовной энергии, однако, они нападают не потому что голодны, а в попытке облегчить собственные мучения — они безуспешно пытаются заполнить пустоту на месте сердца. Лицо их всегда скрыто белой маской, принимающей различную форму.

## Квинси
Кви́нси (яп. 滅却師 (クインシー) мэккякуси (куинси:), «монах-разрушитель», англ. Quincy) — люди, получившие духовную силу. Изначально квинси представляли собой группу людей, которые выжили после атак пустых и чьи близкие люди были убиты, однако, затем развили несколько сверхъестественных способностей, включая возможность контролировать духовную энергию. Наравне с проводниками душ, они сражаются с пустыми, но, в отличие от них, уничтожают пустых окончательно. Это нарушало баланс душ между миром живых и мёртвых, что стало источником противоречия между квинси и проводниками душ. В результате квинси были практически полностью уничтожены проводниками душ примерно за 200 лет до начала основной сюжетной линии «Блич».

### Представители
Сначала было известно только два выживших представителя этого клана — Урю Исида и его отец Рюкэн Исида. Но в финальной арке появляется организация квинси под названием Ванденрейх и объявляет синигами войну. Они проводят две атаки на Сообщество Душ, в ходе которых сначала разрушают Сэйрэйтэй, а затем проникают во Дворец Короля душ и захватывают его.

#### Семья Исида
- Урю Исида.
- Рюкэн Исида (яп. 石田 竜弦 Исида Рю:кэн, Ishida Ryūken) — отец Урю, директор крупной больницы в городе Каракура.

Сэйю — Кэн Нарита.
- Сокэн Исида (яп. 石田 宗弦 Исида Со:кэн, Ishida Sōken) — давно умерший дедушка Урю и отец Рюкэна. Обучил Урю всему, что тот знает.

Сэйю — Эйдзи Маруяма.
- Идзуми Исида (яп. ) — бабушка Урю. Мать Рюкэна.

- Канаэ Катагири (яп. 片桐 叶絵 Катагири Канаэ, Katagiri Kanae) — мать Урю. Гемишт квинси, она была служанкой в семье Исид. Рюкэн женился на ней спустя некоторое время после расставания с Масаки. 9 лет назад в результате "священного отбора" Яхве лишилась сил квинси и впала в кому, а ещё через три месяца Канаэ умерла.

- Масаки Куросаки (яп. 黒崎 真咲 Куросаки Масаки, Kurosaki Масаки)

#### Ванденрейх
Ванденрейх (яп. 見えざる帝国 （ヴァンデンライヒ) вандэнрайхи, «незримая империя», от нем. Reich — «империя») — организация-противник Готэя 13, образованная из остатков квинси, выживших в эру их истребления синигами. После поражения они спрятались в параллельном измерении Сообщества Душ под названием Шаттен Берайх (яп. 影の領域 (シャッテン・ベライヒ) сяттэн бэрайхи, нем. Schatten Bereich — «теневая зона», кандзи переводится так же), сотворённом ими самими благодаря свободным духовным частицам, в прямом смысле уйдя в тень. В этом измерении находится их штаб-квартира — Зильберн (яп. 銀架城 (ジルバーン) дзируба:н, «замок, выкованный из серебра», нем. Silbern — «серебряный») и Врата Солнца (яп. 太陽の門 Taiyō no Mon), с помощью которых армия квинси вторгается в чужие земли. Попасть в это место члены Ванденрейха (как квинси, так и доверенные пустые) способны с помощью собственной тени, спрятавшись в ней, когда это необходимо. После того, как Император поглотил Короля душ, он перенёс свой город в его Дворец и кардинально его изменил. Города, принадлежавшие членам Нулевого отряда, были присоединены к центральной части, сформировав огромный Квинси Цайхен. В центре Император воздвиг высокий замок, на вершину которого перенёс Зильберн. Этот замок получил название Варвельт (яп. 真世界城 (ヴァールヴェルト) ва:рувэруто, «замок истинного мира», нем. Wahrwelt — «истинный мир»).
К началу последней арки Ванденрейх представляет собой организованную структуру, включающую в себя множество различных отрядов.
Ванденрейх захватил власть в Уэко Мундо, взяв в плен единственного арранкара, способного удержать власть в измерении пустых — бывшую Трес Эспада, Тию Харрибэл. Позже объявляет войну Сообществу Душ и проводит две атаки с целью уничтожить его.

##### Яхве
Яхве (яп. ユーハバッハ) — Император Ванденрейха. Сын короля душ и Отец всех квинси. Стремится разрушить Готэй 13 и уничтожить Короля Душ. Около тысячи лет назад, при неизвестных обстоятельствах, Синигами истребили большую часть Квинси. Во время битвы Тёдзиро Сасакибэ сумел нанести удар Яхве сзади после того, как спрятался в груде трупов, на которой тот стоял, тем самым предоставив Ямамото Гэнрюсаю возможность атаковать Яхве своим банкаем. После своего сражения с Ямамото Яхве предположительно потерял свои силы. Легенды квинси рассказывают о нём как о «заточённом короле», который через девятьсот лет вернётся к жизни, через ещё девяносто — вернёт свой разум и ещё через девять — свою силу. Чтобы сделать последнее, Яхве устроил Аусвелен — «священный отбор» — и забрал себе все силы нечистокровных квинси, в их числе оказались Масаки Куросаки и Канаэ Катагири, в результате обе женщины погибли. Дзампакто Ичиго, известный как Дзангэцу, является образом Яхве, каким он был тысячу лет назад. 

##### Штернриттеры
Штернриттеры (яп. 星十字騎士団 （シュテルンリッター） сютэрунритта:, «орден рыцарей звёздного креста», нем. Sternritter — «звёздные рыцари») — самые сильные квинси Ванденрейха, его элита. Каждый Штернриттер, помимо стандартных способностей квинси, обладает собственным личным званием, которое Яхве присваивает в ходе особого ритуала, выжигая в душе Штернриттера начальную букву этого звания — Шрифт (яп. 聖文字 (シュリフト) сюрифуто, «Священная буква», нем. Schrift — «шрифт»). Это звание определяет их уникальные способности, которые являются неимоверно разнообразными. Сам император Яхве обладает буквой «A».
Четверо Штернриттеров образуют группу под названием Шуцштаффель (яп. 親衛隊 (シュッツシュタッフェル) сюццусютаффэру, «элитная гвардия», нем. Schutzstaffel — «отряды охраны»). Яхве бросил их в бой, только попав во дворец Короля душ и встретившись с Нулевым отрядом. По силе они не уступают последнему.
Все Штернриттеры носят белые плащи до лодыжек с символом Ванденрейха на спине и часто с капюшоном. У Шуцштаффель плащ немного отличается: на левой стороне большой чёрный знак в виде руны Хагал. Под плащом — стандартная униформа Ванденрейха: белая двубортная шинель, белые штаны с чёрным поясом и сапоги. Некоторые импровизируют с одеждой.
- Урю Исида (яп. 石田雨竜 Исида Урю:, Ishida Uryū) — один из главных героев. Присоединяется к Ванденрейху в конце 537 главы. Позже Яхве назначает его Штернриттером «A» «Antithesis» (яп. 完全反立(アンチサーシス) Anchisāshisu, «Антитезис», кандзи переводится как «идеальная анти-настройка») и официальным наследником императора. Позже выяснилось что Урю примкнул к Ванденрейху, чтобы разрушить его изнутри и тем самым ослабить мощь Яхве. В финальном сражении помог Ичиго одолеть Яхве.
- Юграм Хашвальт (яп. ユーグラム•ハッシュヴァルト Ю:гураму Хассюваруто, Jugram Haschwalth) — Штернриттер «B» «Balance» (яп. 世間調和 (ザ・バランス) Za Baransu, «Баланс», кандзи переводится как «всемирная гармония»).
- Аскин Накк ле Вар (яп. アスキン・ナックルヴァール Асукин Наккурува:ру, Askin Nakk Le Vaar) — Штернриттер «D», «The Deathdealing» (яп. 致死量 (ザ・デスディーリング) Дза Десудири:нгу, «Умерщвление», кандзи переводится как «смертельная доза»).
- Бамбиетта Бастербайн (яп. バンビエッタ・バスターバイン Банбиэтта Басута:байн, Bambietta Basterbine) — Штернриттер «E», «The Explode» (яп. 爆撃 (ジ・エクスプロード) Дзи Экусупуро:до, «Взрыв», кандзи переводится как «бомбардировка»).
- Эс Нот (яп. エス・ノト Эсу Ното, Äs Nödt) — Штернриттер «F», «The Fear» (яп. 恐怖 Кё:фу, «Страх»).
- Лильтотто Лэмпард (яп. リルトット・ランパード Рирутотто Ранпа:до, Liltotto Lamperd) — Штернриттер «G», «The Glotton» (яп. 食いしんぼう (ザ・グラタン) Дза Гуратан, «Обжора», кандзи переводится как «ненасытный»).
- Базз Би (яп. バズビー Бадзуби:, Bazz-B) — Штернриттер «H», «The Heat» (яп. 灼熱 (ザ・ヒート) Дза Хи:то, «Жар», кандзи переводится как «пекло»).
- Цан Ду (яп. 蒼都(ツァン•トゥ) Цан Ту, Cang Du) — Штернриттер «I», «The Iron» (яп. 鋼鉄 (ジ・アイアン) Дзи Айан, «Железо», кандзи переводится как «сталь»).
- Килге Опи (яп. キルゲ・オピー Киругэ Опи:, Quilge Opie) — исполнительный капитан охотников (яп. 統括狩猟隊長 то:кацу сюрё: тайтё:) первой Ягдарме, также является Штернриттером «J», «The Jail» (яп. 監獄 (ザ・ジェイル) Дза Дзейру, «Заточение», кандзи переводится как «тюрьма»).
- BG9 (яп. ベー・ゲー・ノイン Бэ: Гэ: Нойн) — Штернриттер «K».
- ПеПе Ваккабрада (яп. ペペ・ワキャブラーダ Пэпэ Вакябура:да, PePe Waccabrada) — Штернриттер «L», «The Love» (яп. 愛 (ザ・ラヴ) Дза Раву, «Любовь», кандзи переводится так же).
- Жерар Валькирия (яп. ジェラルド・ヴァルキリー Дзерарудо Варукири:, Gerard Valkyrie) — Штернриттер «M», «The Miracle» (яп. 奇跡 (ザ・ミラクル) Дза Миракуро, «Чудо», кандзи переводится так же).
- Роберт Аккутрон (яп. ロバート・アキュトロン Роба:то Акюторон, Robert Accutrone) — Штернриттер «N».
- Дрисколл Берчи (яп. ドリスコール・ベルチ Дорисуко:ру Бэрути, Driscoll Berci) — Штернриттер «O», «The Overkill» (яп. 大量虐殺 (ジ・オーヴァーキル) Дзи О:ва:киру, «Уничтожитель», кандзи переводится как «бойня»).
- Беренике Габриэлли (яп. ベレニケ・ガブリエリ Бэреникэ Габуриэри, Berenice Gabrielli) — Штернриттер «Q», «The Question» (яп. 異議 (ザ・クエスチョン) Дза Куэсутён, «Вопрос», кандзи переводится как «возражение»).
- Джером Гизбатт (яп. ジェローム・ギズバット Дзеро:му Гидзубатто, Jerome Guizbatt) — Штернриттер «R», «The Roar» (яп. 咆哮 (ザ・ロア) Дза Роа, «Рёв», кандзи переводится так же).
- Маск де Маскулин (яп. マスク・ド・マスキュリン Масуку до Масукюрин, Mask de Masculine) — Штернриттер «S», «The Superstar» (яп. 英雄 (ザ・スーパースター) Дза Су:па:сута:, «Суперзвезда», кандзи переводится как «герой»).
- Кандиса Кэтнипп (яп. キャンディス・キャットニップ Кяндису Кяттониппу, Candice Catnipp) — Штернриттер «T», «The Thunderbolt» (яп. 雷霆 (ザ・サンダーボルト) Дза Санда:боруто, «Удар молнии», кандзи переводится как «гром»).
- НаНаНа Наджакуп (яп. ナナナ・ナジャークープ Нанана Надзя:ку:пу, NaNaNa Najahkoop) — Штернриттер «U», «The Underbelly» (яп. 無防備 (ジ・アンダーベリー) Дзи Анда:бэри:, «Уязвимое место», кандзи переводится как «беззащитный»).
- Грэмми Тумо (яп. グレミィ・トゥミュー Гурэмии Тумю:, Gremmi Thoumeaux) — Штернриттер «V», «The Visionary» (яп. 夢想家 (ザ・ヴィジョナリィ) Дза Видзёнарии, «Фантазёр», кандзи переводится так же).
- Гвенаэль Ли (яп. グエナエル・リー Гуэнаэру Ри:, Guenael Lee) — персонаж, созданный особой способностью Штернриттера «V» Гремми Тумо. Первоначально представился как Штернриттер «V», «Vanishing Point» (яп. 消尽点 (バニシング・ポイント) Банисингу Поинто, «Недостижимая точка», кандзи переводится так же).
- Нианзоль Вайзоль (яп. ニャンゾル・ワイゾル Няндзору Вайдзору, Nianzol Weizol) — Штернриттер «W», «The Wind» (яп. 紆余曲折 (ザ・ワインド) Дза Вайндо, «Извилина», кандзи переводится как «изгибы и повороты»).
- Лилье Барро (яп. リジェ・バロ Ридзе Баро, Lille Barro) — Штернриттер «X», «The X-Axis» (яп. 万物貫通 (ジ・イクサクシス) Дзи Икусакусису, «Ось Х», кандзи переводится как «пронзающий всё»).
- Лойд Ллойд (яп. "Lの"ロイド・ロイド Ройдо Ройдо, Loyd Lloyd) — Штернриттер «Y», «The Yourself» (яп. 貴方自身 (ジ・ユアセルフ) Дзи Юасэруфу, «Ты сам», кандзи переводится так же).
- Ройд Ллойд (яп. "Rの"ロイド・ロイド Ройдо Ройдо, Royd Lloyd) — Штернриттер «Y», «The Yourself» (яп. 貴方自身 (ジ・ユアセルフ) Дзи Юасэруфу, «Ты сам», кандзи переводится так же).
- Жизель Жевель (яп. ジゼル・ジュエル Дзидзэру Дзюэру, Giselle Gewelle) — Штернриттер «Z», «The Zombie» (яп. 死者 (ザ・ゾンビ) Дза Дзонби, «Зомби», кандзи переводится как «мёртвый»).
- Шаз Домино (яп. シャズ・ドミノ Сядзу Домино, Shaz Domino).

##### Ягдарме
Ягдарме (яп. 狩猟部隊（ヤークトアルメー） Я:кутоарумэ:, «охотничьи силы», нем. Jagdarmee — «армия охоты») — большие отряды квинси, которые контролируют Уэко Мундо и отбирают из пленников арранкаров, готовых воевать на стороне Ванденрейха. Командиром первой Ягдарме является Килге Опи.

## Подчиняющие души
«Подчиняющие души», Xcution (яп. エクスキューション экусюкю:сён), — группа людей, появляющаяся в сюжете спустя полтора года после событий сюжетной арки об арранкарах. Каждый из них обладает возможностями подчинять души окружающих предметов, таким образом усиливая самого себя. Однако если один из предметов по-настоящему дорог ему, то он дает возможность хозяину использовать «Полное подчинение» Fullbring (яп. 完現術（フルブリング） фурубурингу), — силу, уникальную по своим свойствам и принципу действия для каждого из Подчиняющих. Эти возможности являются близкими по своей природе к силам пустых, так как подчиняющим можно родиться только в том случае, если мать была до родов ребёнка атакована пустым — таким образом, внутри ребёнка остается частичка пустого.
Цель Подчиняющих — восстановить утерянную силу проводника душ Ичиго Куросаки, после чего поглотить эту силу. Для этого они нападают на Урю Исиду, а после, с помощью Полного подчинения одного из членов группы, Сюкору Цукисимы, была изменена память всех остальных Подчиняющих, кроме него самого и его подчиненного, Сисига-Вары. Остальные, во главе с лидером, Куго Гиндзё, должны были считать Цукисиму своим врагом и помочь Ичиго, присоединившемуся после нападения на Исиду, освоить его собственное Полное подчинение и, таким образом, возродить в нём духовную силу проводника душ. После завершения тренировки Куросаки, Цукисима меняет память всех близких Ичиго, доводя того до отчаяния и подводя к схватке один на один. Он собирает всех в особняке, при этом возвращая память Подчиняющим. К Гиндзё память возвращается последнему, и тот поглощает силы Ичиго, однако его спасают отец, Кискэ Урахара, Рукия и другие проводники душ. С помощью украденной реяцу Куросаки, Куго спасает себя от Гэцуги Tэнсё Ичиго, используя её на себя. Это дает ему силу в виде «Покрова», которая была до этого у Ичиго, после чего делится ей с остальными Подчиняющими. Обретя новые возможности, они начинают схватку с Ичиго и остальными синигами, однако каждый из группы Xcution (кроме Рируки) терпит поражение в битве со своим противником. Противостояние заканчивается со смертью Гиндзё, после чего выжившие Подчиняющие разделяются, пытаясь найти своё место в мире, осознав, что «их ничего не связывало, кроме сил Полного Подчинения».
Помимо членов «Xcution», к Подчиняющим души также относятся:
- Ясутора «Чад» Садо — в новой арке выясняется, что сила Чада тоже является Полным подчинением, объектом для которого служит тёмная кожа. По словам Ясуторы, он гордится тем, что он метис, и именно поэтому его кожа дает ему силы.
- Ичиго Куросаки — вступил в организацию Xcution, чтобы вернуть силы синигами с помощью освоения собственного Полного подчинения. После ряда тренировок, в течение которых менялся его вид и форма, полностью завершил его, попутно освоив подчинение душ окружающих предметов. Освоенное Полное подчинение изменило оригинальную форму синигами Ичиго, после того, как Рукия вернула ему силы проводника душ.
- Орихимэ Иноуэ — хоть об этом и не упоминается в манге, но все боевые техники Иноуэ близки по своей природе к «Полному подчинению», ведь «цветки» её Сюн Сюн Рикка формируются из любимых заколок, подаренных погибшим братом.

### Члены организации Xcution
- Куго Гиндзё (яп. 銀城 空吾 Гиндзё: Ку:го, Ginjō Kūgo) — лидер Подчиняющих.

Сэйю — Хироки Тоти.
- Рирука Докугаминэ (яп. 毒ヶ峰 リルカ Докугаминэ Рирука, Riruka Dokugamine) — розововолосая девочка-подросток со вспыльчивым характером.

Сэйю — Мэгуми Тоёгути.
- Гирико Куцудзава (яп. 沓沢 ギリコ Куцудзава Гирико, Kutsuzawa Giriko) — мужчина средних лет с повязкой на правом глазу и усами.

Сэйю — Ацуко Оно.
- Джекки Тристан (яп. ジャッキー トリスタン Дзякки Торисутан, Jakki Torisutan) — темнокожая женщина со строгим характером.

Сэйю — Ацуко Юя.
- Юкио Ханс Форарльберна (яп. 雪緒･ハンス･フォラルルベルナ Юкио Хансу Форарурубэруна, Yukio Hansu Foraruruberuna) — светловолосый мальчик в старомодной одежде.

Сэйю — Мицухиро Ичики.
- Сюкуро Цукисима (яп. 月島 秀九郎 Цукисима Сю:куро:, Tsukishima Shūkurō) — высокий молодой человек с длинными волосами.

Сэйю — Дайсукэ Оно.
- Моэ Сисигавара (яп. 獅子河原 萌笑 Сисигавара Моэ, Shishigawara Moe) — круглолицый бритый паренек, одетый в бандитском стиле.

Сэйю — Хироюки Юшино.

## Зависимые
Ба́унто (яп. バウント «зависимые») — небольшая группа людей, питающихся духовной энергией мертвых душ. Они являются главными отрицательными персонажами в филлерах — 4 и 5 сезонах аниме. Вместо оружия они используют так называемых кукол — монстров, подчиняющихся приказам своего хозяина. Баунто бессмертны за счёт того, что поглощают другие души. Баунто не имеют способности к воспроизводству.
Куклы— самостоятельные существа состоящие из духовной энергии и принимающие различные материальные формы, по словам Есино куклы являются частью душ Зависимых, их «вторыми Я». По характеру они чем-то напоминают дзанпакто. Чтобы призвать куклу в бою, нужен специальный магический герб, вычерченный на каком-нибудь объекте, в отличие от дзанпакто (которые призываются каждый по-своему), все куклы призываются по команде «появись». Зависимые не обладают куклами изначально, чтобы иметь кукол нужно совершить особый призывной ритуал. Но это несёт в себе огромный риск для жизни, поскольку если зависимый слишком слаб, то призванная кукла может поглотить его духовную энергию. Так же происходит когда хозяин куклы сильно ослабевает и близок к смерти, и кукла пытается его поглотить (за исключением Гете). При желании зависимые могут соединиться с духовной энергией куклы. Став с куклой единым целым, зависимые не нуждаются в длительном призыве, и сами могут использовать способности своих кукол, Пример — Дзин Кария и Есино Сома
- Дзин Кария (яп. 狩矢 神 Кария Дзин, Kariya Jin) — лидер баунто и самый сильный из них.

Сэйю — Тору Окава.
- Го Кога (яп. 古賀 剛 Кога Го:, Koga Gou) — крупный и физически сильный человек.

Сэйю — Тору Фурусава.
- Мабаси (яп. 馬橋 Мабаси, Mabashi) — Выглядит, как молодой парень с рыжими волосами и длинной чёлкой, закрывающей правый глаз.

Сэйю — Дайсукэ Оно.
- Рё Утагава (яп. 宇田川 稜 Утагава Рё:, Utagawa Ryo) — бывшая правая рука Карии. Внешне он напоминает вампира и к людям относится, как к еде.

Сэйю — Сюсукэ Сакино.
- Саватари (яп. 沢渡 Саватари, Sawatari) — выглядит, как дряхлый старик, хотя в действительности это последствие поглощения им душ неумерших людей (что является табу у зависимых).

Сэйю — Юдзуру Фудзимото.
- Ёсино Сома (яп. 相馬 芳野 Со:ма Ёсино, Souma Yoshino) — худенькая женщина.

Сэйю — Масако Кацуки.
- Ёси (яп. ヨシ Ёси?, Yoshi) — женщина с зелеными волосами.
- Бан и Хо — братья-близнецы. Выглядят как дети, обладают телепатической связью.
- Угаки (яп. Угаки, Ugaki) — всегда носит рубашку, очки и галстук.

Сэйю — Кацуми Судзуки
По сюжету Дзин Кария вместе с оставшимися в живых баунто планирует захватить Сообщество душ, однако его останавливают проводники душ. Сам Дзин гибнет в схватке с Ичиго Куросаки. Сюжетная арка с участием баунто была раскритикована на сайте IGN: рецензент назвал их «неубедительными плохими парнями», словно вышедшими «из низкокачественного фантастического фильма».

## Прочие персонажи

### Кон
Кон (яп. コン Kon) — искусственно созданная модифицированная душа, заменяющая Ичиго внутри тела во время его превращений в проводника душ. Изначально, Кон является разработкой исследователей Сообщества душ. Его подвергли специальной модификации по программе «Острие Копья». В отличие от обычных искусственных душ, он может использовать мышцы ног временного тела на 300 %: занимая тело Ичиго, с лёгкостью перепрыгивает дома и наносит сокрушительные удары, далеко превосходящие возможности обычного человека. Но проект «Острие Копья» был признан неудачным и все души такого типа, кроме Кона, уничтожили. Спастись ему удалось совершенно случайно. Из-за этого, его отношения с проводниками душ были далеки от идиллических, но, благодаря Ичиго, Кон не только не был уничтожен, но и получил временное тело плюшевого льва.
Имя Кона — сокращение от Кайдзо Компаку (яп. 改造魂魄, «измененная душа»), придуманное Ичиго. Сам Кон хотел получить имя Кай, которое казалось ему более впечатляющим, но Ичиго решил иначе. Обычно Кон находится в теле жёлтого плюшевого льва. Он является комическим персонажем «Блич» и редко принимает участие в битвах. В играх, например, в серии Bleach: Blade Battlers, Кон владеет множеством боевых техник — в частности, в Blade Battlers он может призывать футбольные мячи и стрелять ими в оппонента. Во второй же части игры Blade Battlers 2, Кон в усиленном режиме увеличивается до размера 5-ти этажного дома.
Появляется вновь в 516 главе манги, в лаборатории Куротсучи Маюри. А также в 517—518 главах.
Характер Кона неожиданно раскрывается в Филлерной Арке «Нападение на Сообщество Душ», так же — неофициально — известной как «Восстание Рейгаев Кагерозы» — неожиданно он обретает храбрость и мужество, которых ему — казалось бы — так не доставало…
С 65 эпизода Кон на задней части головы носит крест квинси который ему пришил Исида.
Сэйю — Мадоно Мицуаки.

### Дон Канондзи
Дон (Мисаомару) Канондзи (яп. ドン・観音寺 Don Kanonji) — комический персонаж, медиум и ведущий сверхпопулярного телешоу «Крестовый поход изгоняющего призраков». Шоумен и позёр до мозга костей, ярко одевается и постоянно использует в своей речи модные американские словечки, ездит на экстравагантном розовом автомобиле. Умеет видеть призраков и сражаться с пустыми. Хотя его способности достаточно слабы, он любит преподносить себя как великого истребителя злых духов и делать из любого поединка с ними шоу.
Коронный жест Дона Канондзи и одновременно символ его телешоу — скрещивание рук на груди с замогильным смехом «БУ-ХА-ХА-ХА!» Основной прием, используемый им в бою — «Бомбочка Канондзи», медленно летящий золотой шарик из духовной энергии, взрывающийся при попадании. Также использует «Анти-духовную трость» — короткую металлическую трость с черепом золотого цвета на конце, от которого отходят розоватые крылышки. В аниме Дон Канондзи дружит с Ичиго, его младшими сестрами и детьми из магазина Урахары, Дзинтой и Уруру, несколько раз сражался вместе с ними против пустых в отсутствие Ичиго. Во время вторжения Айдзена в настоящий город Каракура Дон Канондзи безуспешно пытался остановить его.
Сэйю — Сигэру Киба